# Manoir du Petit-Béru
Le manoir du Petit-Béru est un manoir situé à Vallon-sur-Gée, en France.

## Description
Le logis se trouve au-delà d'un mur flanqué aux deux angles de tourelles en poivrière, qui faisaient autrefois partie d’une enceinte entièrement close de murailles, de tourelles et de douves. La cour d’honneur est encadrée par plusieurs dépendances agricoles qui ont eu de multiples usages au fil du temps. La maison seigneuriale est couverte d'un toit d'ardoise à deux versants, étant accompagnée d'une tourelle d'escalier cylindrique côté cour (sud-est), ainsi que deux tourelles tronquées sur sa façade arrière (nord-ouest).
À l'ouest du manoir, existe un jardin en forme de terrasse terminé par un mur où se trouvait à chaque angle une tourelle parallèle à celles qui se trouvent de l'autre côté du logis. Cette terrasse domine une petite pièce d'eau, qui était autrefois beaucoup plus grande et formait un étang alimenté en eau par le ruisseau des Rigaudières.

## Historique
Le manoir du Petit-Béru fut reconstruit vers 1490 par Pierre de Champagne, seigneur de Vallon, sur les restes d'une ancienne demeure fortifiée entourée de douves, ruinée par les Anglais au cours de la guerre de Cent Ans.
En 1594, Jehanne Guillart, dame du Mortier, de Béru et de Gallande obtient l'autorisation de faire fortifier sa "maison seigneurialle de Berru" pour se protéger de l'insécurité présente dans le comté du Maine sous le règne du roi Henri IV.
Cependant, Jehanne Guillart et son mari Jehan de Bricquemault sont contraints de vendre leur terre de Béru en 1604 pour solder leurs dettes auprès de nombreux créanciers. Jacques Regnauldin, sieur de Vaux, maréchal des logis des camps et armées du Roi, et son épouse Marie Fougeu, s'en portent acquéreurs pour la somme de 9 500 livres ainsi que 90 livres de vin de marché. Le couple entamera de nombreuses rénovations, notamment la reconstruction de la salette et cuisine, ainsi que le rehaussement des planchers et l'entretien des fortifications.
Les façades et toitures, les deux cheminées ainsi que l'escalier intérieur font l'objet d'un classement aux  monuments historiques par arrêté du 29 novembre 1976, tandis que les façades et les toitures des communs sont inscrites à l'inventaire supplémentaire depuis le 29 novembre 1976.